# Francis Tailleux
Francis Tailleux, né le 18 mars 1913 à Paris et mort dans la même ville le 6 juillet 1981, est un peintre français.

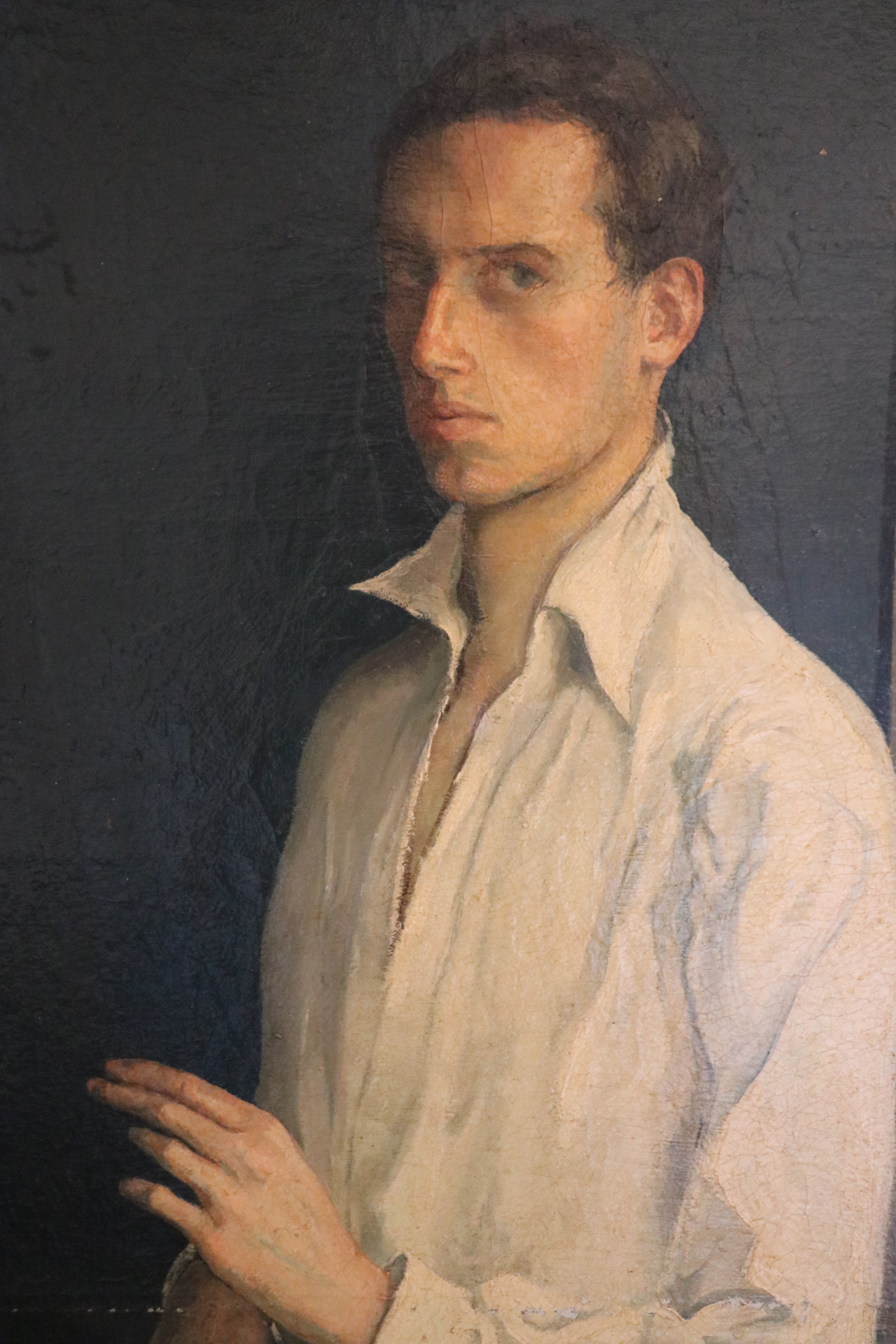
Autoportrait de Francis Tailleux, collection particulière

## Biographie
Francis Tailleux est né le 18 mars 1913 à Paris. Il est le fils de Marcel et Ellen.
Bien que né à Paris, il passe son enfance et suit son éducation initiale à Dieppeoù son père est propriétaire de l'hôtel Métropole. Il commence à peindre à l'âge de neuf ans sous la direction d'un peintre australien, D. Davies. A Treize ans, il est reçu au Salon de la Nationale en dissimulant son âge. Son talent est reconnu alors qu'il a 17 ans par Jacques Émile Blanche. Il réalise un portrait de ce dernier pour le Salon d'Automne.
Il étudie la peinture à l'Académie scandinave sous Priez de Waroquier et Charles Dufresne. Il fréquente le Royal College of Art à Londres entre 1932  et 1934.
Il est ami de Francis Gruber et de Pierre Tal Coat. Pendant la seconde guerre mondiale, avec ses amis, il participe à l'expérience du groupe Forces Nouvelles, lancé par Humblot en 1933, et expose plusieurs fois avec ces artistes.
En 1935, sa toile La Plage de Dieppe est acquise par l'Etat (Musée de Rouen).
En 1937, il participe à l'exposition "Artistes de ce Temps" au Petit Palais. Cette même année, il expose également aux Leicester Galleries à Londres. J-E. Blanche, André Maurois et P. du Colombier écrivent la préface du catalogue.
En 1939, il participe à l'exposition d'Art français à New York. L'année suivante, il épouse une Anglaise, Eileen Forbes, avant de fuir la capitale devant l'avancée de l'armée allemande et se réfugier en zone libre, à  Aix-en-Provence. Là, il  s'installe en compagnie des peintres Pierre Tal Coat et Léo Marchutz dans le domaine de Château Noir où Paul Cézanne passa les dernières années de sa vie.
En 1948, Francis Tailleux obtient le Prix National. Une exposition particulière lui est consacrée à la Galerie de France.
Francis Tailleux, mort le 6 juillet 1981 à la suite d'un accident, est inhumé à Dieppe.

## Expositions des œuvres
En marge des collections particulières, ses œuvres se trouvent aujourd'hui dans les musées suivant :
- Musée National d'Art Moderne (Paris),
- Musée de Dieppe,
- Musée de Rouen,
- Musée de Poitiers,
- Musée de Cagnes-sur-Mer,
- Musée d'Art de Baltimore (États-Unis)[4],
- Musée de Stockholm (Suède),
- Musée d'Athènes,
- Musée Daubigny d'Auvers-sur-Oise.